# Citadel (Starcastle)
Citadel is het derde album van de Amerikaanse rockband Starcastle. Starcastle probeert hier een eigen muziekstijl te volgen, aangezien ze bij de eerste 2 albums het verwijt kregen dat de muziek wel erg veel op Yes leek.

## Bezetting
- zie artikel Starcastle.

## Tracks
- Shine on brightly;
- Shadows of song;
- Can't think twice;
- Wings of white;
- Evening wind;
- Change in time;
- Could this be love;
- Why have the gone.